# Controlling Crowds – Part IV
Controlling Crowds – Part IV – siódmy studyjny album Archive, który początkowo miał być kolejną częścią Controlling Crowds.  Jego światowa premiera odbyła się 19 października 2009 roku. Singlem promującym wydawnictwo był utwór "The Empty Bottle".

## Lista utworów
1. "Pills" – 4:11
2. "Lines" – 6:04
3. "The Empty Bottle" – 7:03
4. "Remove" – 4:06
5. "Come on Get High" – 4:41
6. "Thought Conditioning" – 3:39
7. "The Feeling of Losing Everything" – 4:48
8. "Blood In Numbers" – 3:05
9. "To the End" – 3:55
10. "Pictures" – 3:55
11. "Lunar Bender" – 3:24